# Aszkaragi
Aszkaragi (biał. Ашкарагі; ros. Ашкараги) – wieś na Białorusi, w obwodzie witebskim, w rejonie brasławskim, w sielsowiecie Widze.

## Historia
W czasach zaborów wieś leżała w granicach Imperium Rosyjskiego.
W latach 1921–1945 wieś leżała w Polsce, w województwie nowogródzkim (od 1926 w województwie wileńskim), w powiecie brasławskim, w gminie Widze.
Według Powszechnego Spisu Ludności z 1921 roku zamieszkiwało tu 79 osób, wszystkie były wyznania rzymskokatolickiego i zadeklarowały polską przynależność narodową. Było tu 17 budynków mieszkalnych. W 1931 w 24 domach zamieszkiwało 109 osób.
Wierni należeli do parafii rzymskokatolickiej w Widzach. Miejscowość podlegała pod Sąd Grodzki w Opsie i Okręgowy w Wilnie; właściwy urząd pocztowy mieścił się w Widzach.